# Manuel Saitzew
Manuel Saitzew (russisch Мануель Моисеевич Зайцев; * 30. Oktoberjul. / 11. November 1885greg. in Kiew, Russisches Reich; † 18. März 1951 in Zürich) war Ordinarius für Nationalökonomie an der Universität Zürich.

## Leben
Aufgewachsen ist Manuel Saitzew in Kiew als Nachkomme von Grossindustriellen. Diese Herkunft prägte seine spätere akademische Laufbahn, die inhaltlich stark auf praktische und technische Gebiete der Wirtschaftswissenschaft ausgerichtet war.
Saitzew studierte Ingenieurwissenschaften zunächst an der Technischen Hochschule Kiew, dann an der Technischen Hochschule Karlsruhe, sowie Nationalökonomie und Statistik an der Universität München. 1913 promovierte er in Karlsruhe zum Dr.-Ing., 1915 habilitierte er sich für Statistik und 1916 schliesslich für Nationalökonomie an der Universität Zürich. Dort lehrte er ab 1921 als Extraordinarius, ein Jahr später dann als ordentlicher Professor für Nationalökonomie. Saitzew besass den Ruf eines glänzenden Dozenten. Seine Vorlesungen in Theoretischer Nationalökonomie und Dogmengeschichte bestachen nicht nur durch didaktische Klarheit und profunde Sachkenntnis, sondern auch durch ihre lebendige Präsentation. Unter den vielen Hörern befand sich in den Jahren 1925–1927 etwa auch Ernst Wilhelm Eschmann.
Saitzews analytische Genauigkeit sowie sein Faible für praktische Wirtschaftsfragen verschafften ihm zahlreiche Aufträge für ökonomische Gutachten. Sie betrafen Gebiete wie die Wohnungsfrage, die Binnenschifffahrt, die Elektrizitätswirtschaft und die Sanierung von Eisenbahnunternehmungen.
Im Jahr 1946 ist ihm zudem von der Generaldirektion der Schweizerischen Bundesbahnen die Redaktion des Schweizerischen Archivs für Verkehrswissenschaft und Verkehrspolitik übertragen worden. Die Idee zu dieser Zeitschrift, die schon bald internationales Ansehen erlangte, stammte von Saitzew selber.

## Aktivitäten
Seit 1926 gehörte Saitzew dem Vorstand der Zürcher Volkswirtschaftlichen Gesellschaft an, von 1935 bis 1938 als deren Präsident. Er war langjähriges Vorstandsmitglied der Schweizerischen Gesellschaft für Statistik und nahm regelmässig an den Sitzungen des Congrès des économistes de la langue française teil.

## Schriften (Auswahl)
- Steinkohlenpreise und Dampfkraftkosten (Dissertation 1914)
- Die Motorenstatistik (Habilitation 1918)
- Die Kosten der Wasserkraft und ihre Abhängigkeit von der Höhe des Arbeitslohnes (1919)
- Die Brauerei Hürlimann (1927)
- Die volkswirtschaftlichen Aufgaben und die wirtschaftspolitische Behandlung der Eisenbahnen (1932)
- Als Herausgeber: Die Arbeitslosigkeit der Gegenwart (1932–1934)
- Die Zweckmässigkeit einer Grossmarkthalle für Obst und Gemüse in Zürich (1944)

## Die Sammlung Saitzew in der Zentralbibliothek Zürich

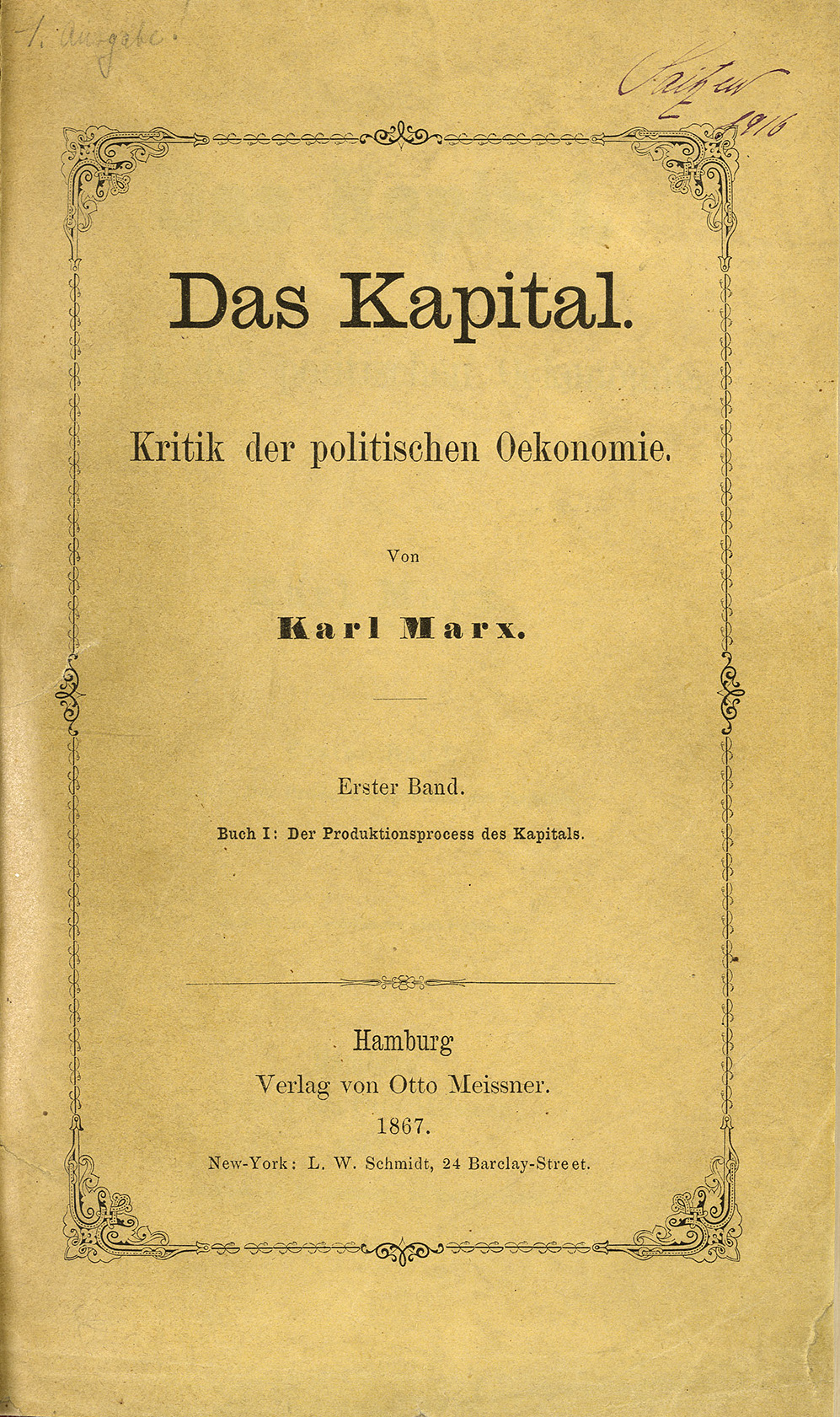
Erstausgabe: «Das Kapital» von Karl Marx 1867 aus dem Besitz von Manuel Saitzew.

Als leidenschaftlicher Büchersammler besass Saitzew eine beachtliche Privatbibliothek, die manche seltene Erstausgabe französischer und englischer Nationalökonomen des 18. Jahrhunderts (z. B. von Adam Smith) enthält. Daneben finden sich auch viele Schriften zum Sozialismus, Utopismus, Kapitalismus und Kommunismus. Die Sammlung besteht insgesamt aus ungefähr 1400 Werken des 16. bis 20. Jahrhunderts. Sie liegt heute in der Zentralbibliothek Zürich.
Saitzew als Autor und Herausgeber
Manuel Saitzew publizierte als Autor und Herausgeber zu den Themen Wirtschafts- und Theoriegeschichte, Verkehr, Statistik und ökonomisches Denken.
- Zeitschriften: Im Bestand der Zentralbibliothek Zürich befindet sich zum Beispiel die von Saitzew herausgegebene Zeitschrift „Zürcher volkswirtschaftliche Forschungen“ (1924–1951).
- Aufzeichnungen zu Vorlesungen: Als Professor für Nationalökonomie sammelte Saitzew Notizen zu seinen Vorlesungen, so etwa „Einführung in die theoretische (allgemeine) Sozialökonomie“ (1919–1947).
- Gutachten: Eines der gesammelten Gutachten zum Thema Verkehr ist „Die Sanierung der bündnerischen Eisenbahnen nach den Bestimmungen des Bundesgesetzes vom 6. April 1939“.
- Briefe: Die Zentralbibliothek besitzt zudem einige Briefe von Manuel Saitzew, wie etwa an Hans Nabholz (1948).

Saitzew als Sammler

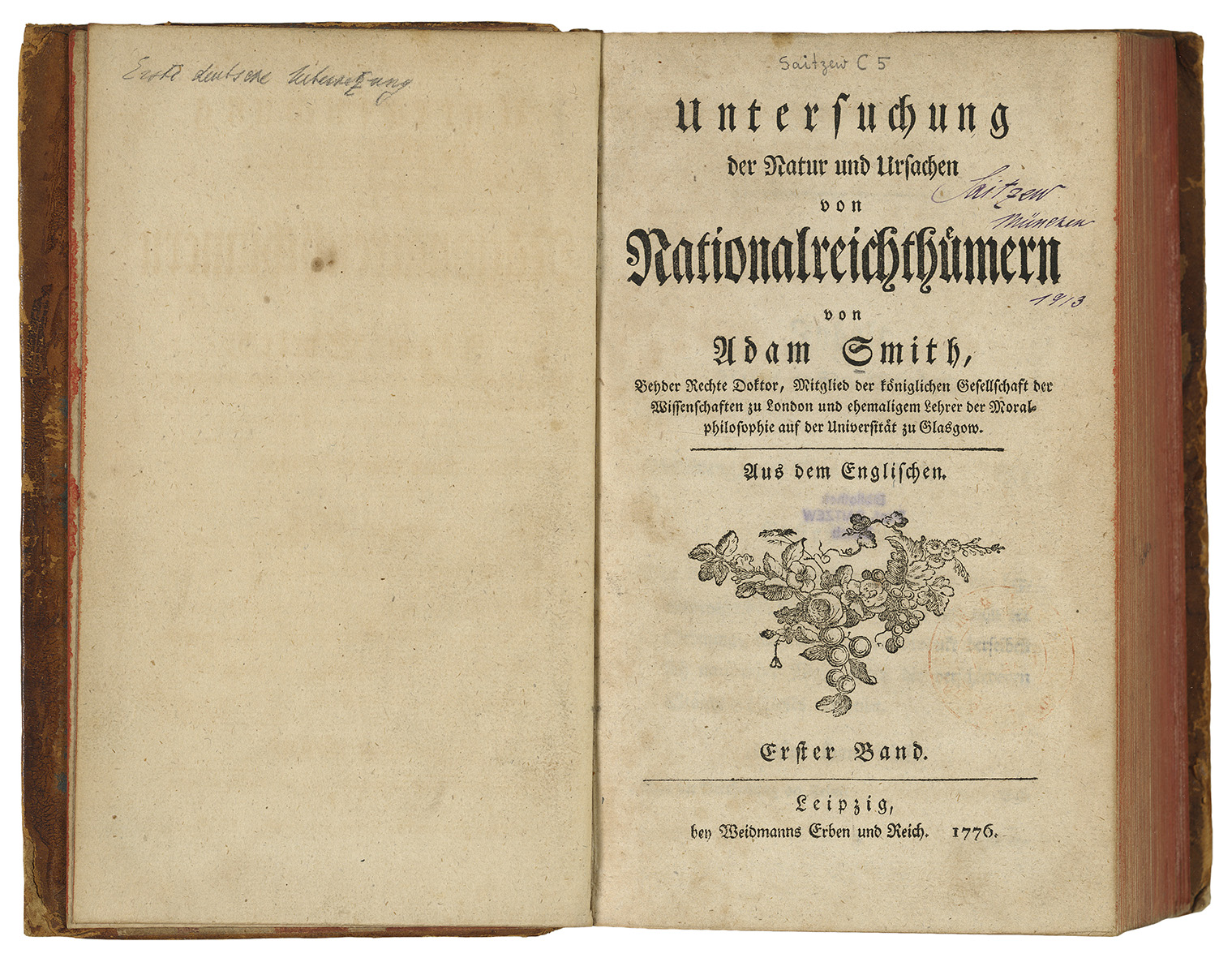
Saitzews Exemplar der «Untersuchung der Natur und Ursachen von Nationalreichthümern» von Adam Smith in der deutschen Ausgabe von 1776.

- Wirtschaftstheorie: Die Sammlung in der Zentralbibliothek Zürich umfasst eine grosse Zahl an wirtschaftstheoretischen Klassikern, wie Adam Smiths „Wohlstand der Nationen“ in verschiedenen Ausgaben oder Texte von französischen Physiokraten, etwa von Anne Robert Jacques Turgot.
- Sozialismus: Ebenfalls Teil der Sammlung sind Klassiker des Sozialismus: „Das kommunistische Manifest“ von Karl Marx ist unter anderem in einer russischen Übersetzung von 1882 vorhanden und „Das Kapital“ in einer Erstausgabe von 1867. Ebenso präsent sind Vertreter des deutschen Sozialismus wie Werner Sombart (zum Beispiel „Der moderne Kapitalismus“).
- Philosophie: Zudem finden sich in der Sammlung Werke von Philosophen wie Jean-Jacques Rousseau, von letzterem etwa „Du contract social“ in einer Leipziger Ausgabe von 1796.